# Щелеглазая серая акула
Щелеглазая серая акула (лат. Loxodon macrorhinus) — единственный вид рода Loxodon в семействе серых акул.

## Ареал
Встречается в тропических водах Индийского и западной части Тихого океанов между 34о северной и 30о южной широты у берегов Австралии, Китая, Джибути, Египта, Эритреи, Индии, Индонезии, Японии, Кении, Мадагаскара, Мозамбика, Мьянмы, Омана, Пакистана, Саудовской Аравии, Сомали, Южной Африки, Шри Ланки, Судана, Тайваня, Танзании и Йемена. Предпочитает держаться на континентальном или островном шельфе на глубинах от 7 до 100 м, чаще у дна.

## Описание
Это небольшая акула с очень тонким телом, длинной, узкой мордой, крупными глазами, по углам рта имеются короткие борозды. Зубы мелкие, с торчащим остриём и гладкими краями. Второй спинной плавник невелик, имеет небольшую высоту и расположен позади анального плавника. Гребень между спинными плавниками отсутствует или представлен в рудиментарной форме. Окрас серый, брюхо белое, края плавников бледные (при жизни прозрачные). Хвостовой и первый спинной плавники имеют тёмную окантовку. Кончик первого спинного плавника тоже немного темнее общего окраса. В длину вырастает до 95 см.

## Биология
Питается в основном небольшими костистыми рыбами, креветками и каракатицами. Подобно прочим представителям семейства серых акул, щелеглазые акулы являются живородящими; развивающиеся эмбрионы получают питание посредством плацентарной связи с матерью, образованной опустевшим желточным мешком. Самка приносит потомство ежегодно. В помёте 2—4 акулёнка. Половая зрелось наступает при достижении длины 79—90 см.

## Взаимодействие с человеком

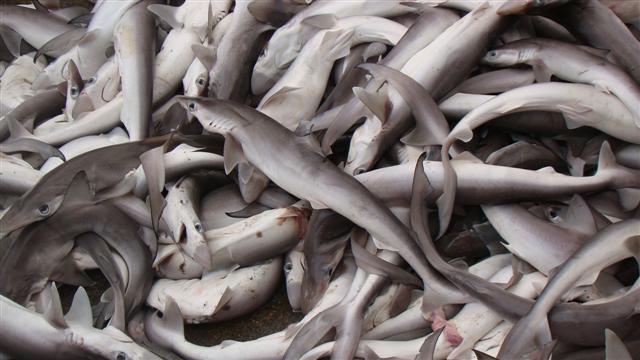

Щелеглазые акулы являются объектом кустарного и малого промышленного рыболовства. Мясо употребляют в пищу, однако из за небольшого размера плавников они мало ценятся. Опасности для человека не представляет. По данным Международного союза охраны природы признан видом, вызывающим наименьшие опасения.